# Ligue des écrivains de gauche
La Ligue des écrivains de gauche (chinois : 中国左翼作家联盟) est une organisation d'écrivains créée en Chine en 1930, en réaction à la politique de répression du Kuomintang, et dans le but de défendre une littérature à caractère révolutionnaire. Elle disparaît en 1936.

## Présentation
Après la rupture du Premier front uni et l'écrasement du Parti communiste chinois à Shanghai en 1927, le Kuomintang entame une politique de répression contre les intellectuels, en particulier de gauche. En réaction, ces derniers vont chercher à s'unir.
La Ligue des écrivains de gauche est fondée à Shanghai le 2 mars 1930 par une quarantaine d'écrivains, probablement à l'initiative du Parti communiste chinois, à travers notamment le dramaturge Xia Yan. Elle regroupe dès le départ plus d'une cinquantaine de membres, dont Lu Xun, Mao Dun, Tian Han, Feng Xuefeng, Jiang Quangci... Elle est la principale des organisations culturelles créées à la fin de l'année 1929 et au début de l'année 1930, dans le but de rassembler autour du parti des intellectuels sympathisants, dont la principale figure est l'écrivain Lu Xun. Ce dernier participe à sa création et fait partie de son comité directeur, tout en y demeurant isolé. On trouve en effet dans la ligue d'anciens opposants de Lu Xun d'une part et des membres du parti communiste, en particulier l'idéologue Zhou Yang, d'autre part. D'autres « Ligues de gauche » regroupent gens de théâtre, scientifiques, journalistes, etc.
La Ligue des écrivains de gauche préconise l'adoption d'un point de vue prolétarien dans la littérature, mais ses publications portent essentiellement sur des points de doctrine, sans produire de textes ayant une réelle valeur littéraire. De ce point de vue elle est similaire à son équivalent soviétique, l'Association russe des écrivains prolétariens, connue par son acronyme, la RAPP. Le reportage en tant que genre littéraire à part entière naît toutefois en Chine en 1930 au sein de la Ligue des écrivains de gauche, qui y voit l'occasion de mettre en accord la théorie et la pratique.
Une succession de polémiques idéologiques marque l'existence de la Ligue des écrivains de gauche. La dernière d'entre elles, en 1936, oppose Zhou Yang à Lu Xun. Zhou, soutenu par l'écrivain Guo Moruo, est partisan d'une « littérature de défense nationale », censé devenir le thème central des œuvres de tous les écrivains, et de la prééminence de la politique du parti communiste sur la création artistique. Lu Xun défend au contraire la liberté de création des écrivains et dénonce dans la politique de réconciliation avec le Kuomintang prônée par le PCC le danger de la transformation d'une « ligue de gauche » en une « ligue de droite ». Excédé par les méthodes utilisées par Zhou Yang et ses partisans, dont la dénonciation calomnieuse, Lu Xun finit par dénoncer publiquement le sectarisme et l'autoritarisme de certains membres du Parti au sein de la ligue. Il reçoit le soutien de Mao Dun et de Feng Xuefeng, ce dernier faisant paraître une sévère critique des positions de Zhou Yang,.
La Ligue des écrivains de gauche se dissout d'elle-même en 1936, l'année de la mort de Lu Xun.
Cinq écrivains membres de la Ligue, dont Rou Shi, que le PCC appellera les « cinq martyrs », ont été exécutés par le Kuomintang, le 7 février 1931.
Les écrivains Yu Dafu et Ding Ling ont été membres de la Ligue des écrivains de gauche, de même que Qu Qiubai.